# Dmitry Khomyakov
Dmitry Khomyakov, né le 31 mai 1992, est un haltérophile russe.

## Palmarès

### Championnats d'Europe
- 2013 à Tirana
  -  Médaille d'or en moins de 77 kg.